# 가와마타정
가와마타정(일본어: 川俣町 가와마타마치[*])은 일본 후쿠시마현 다테군의 정이다.
후쿠시마현 다테군의 남동쪽 끝, 아부쿠마 고지 북부의 구릉 지역에 위치하며 헤이안 시대부터 시작된 양잠업·견직물업에 의해 "비단의 마을"로 알려져 있고 양잠을 전파한 것으로 여겨지는 고테코 공주 전설이 남아 있다. 최근에는 견직물업 중심에서 자동차 부품·전자 부품 제조 등의 공장이 입지해 산업 구조의 변화가 진행되고 있다. 또 새로운 특산물로 가와마타샤모(닭고기)가 평판을 얻고 있으며 PR사업으로 시작한 "세계에서 제일 긴 닭꼬치" 기록 싸움을 야마구치현 나가토시, 와카야마현 히다카가와정과 펼치고 있다.
인구는 1955년에 약 2만 6천 명이었지만 2018년 10월에 1만 3,398명이 되어 현내에서도 감소율이 높다.

## 지리
현청 소재지 후쿠시마시의 남동쪽 아부쿠마 고지에 위치하고 정 최남단의 히야마산이 후타바군이나 다무라시, 니혼마쓰시와의 경계이다. 정 중심부의 바로 남동쪽 부근에서 국도 114호선과 국도 349호선의 우회도로가 교차해 서쪽은 후쿠시마시, 북쪽은 다테시, 남쪽은 니혼마쓰시로 이어진다. 국도 114호선을 통해 남동쪽으로 나아가면 아부쿠마 고지를 넘어 나미에정을 거쳐 태평양으로 이어진다.

## 인구
| 연도 | 인구   | ±%     |
| ---- | ------ | ------ |
| 1920 | 21,451 | —      |
| 1930 | 21,629 | +0.8%  |
| 1940 | 22,234 | +2.8%  |
| 1950 | 27,182 | +22.3% |
| 1960 | 25,983 | −4.4%  |
| 1970 | 22,747 | −12.5% |
| 1980 | 21,099 | −7.2%  |
| 1990 | 20,001 | −5.2%  |
| 2000 | 17,751 | −11.2% |
| 2010 | 15,569 | −12.3% |

## 역사
- 1871년 - 폐번치현으로 후쿠시마현에 속하게 되었다.
- 1890년 - 군제 실시로 다테군에 속하게 되었다.
- 1955년 3월 1일 - 다테군 가와마타정, 도미타촌, 후쿠다촌, 오지마촌, 이자카촌, 고쓰나기촌, 오쓰나기촌, 아다치군 야마코야촌 등 8개 정촌(1정 7촌)이 합병해 가와마타정이 신설되었다.

## 교통

### 도로
- 국도 114호선
- 국도 349호선(일본어판)
- 국도 459호선